# Belonolaimus gracilis
Belonolaimus gracilis är en rundmaskart. Belonolaimus gracilis ingår i släktet Belonolaimus och familjen Hoplolaimidae. Inga underarter finns listade i Catalogue of Life.